# Dichocrocis pluto
Dichocrocis pluto là một loài bướm đêm trong họ Crambidae.